# Fryderyka Wirtemberska
Fryderyka Krystyna Wirtemberska (ur. 28 lutego 1644 w Stuttgarcie, zm. 30 października 1674 tamże) – księżniczka wirtemberska, księżna Oettingen.
Córka księcia Wirtembergii Eberharda III i jego żony Anny Katarzyny Salm-Kyrburg.
Poślubiła w 1665 roku księcia Oettingen Alberta Ernesta I. Fryderyka Krystyna urodziła ośmioro dzieci:
- Eberhardynę Zofię (1666–1700) – żonę księcia Ostfriesland Krystiana Eberharda;
- Albertynę Karolinę (Charlotte) (1668–1669);
- Alberta Ernesta (1669–1731) – księcia Oettingen;
- Krystynę Luizę (1671–1747)- żonę księcia Brunswick-Lüneburg Ludwika Rudolfa
- Henrykę (Henrietę) Dorotę (1672–1728) – żonę księcia Nassau-Idstein Jerzego Augusta;
- Eberharda Fryderyka (1673–1674);
- Emanuela (1674).

Po śmierci Fryderyki, Albert Ernest I poślubił jej młodszą siostrę Eberhardynę Katarzynę (1651–1683), która urodziła mu jednego syna Alberta Ernesta (1683–1684).